# Skogsvråk
Skogsvråk (Buteo trizonatus) är en fågel i familjen hökar som enbart förekommer i Sydafrika.

## Utseende och läten
Skogsvråken är en medelstor vråk med kroppslängden 41–48 cm och vingspannet 102–117 cm. Den liknar bergvråken (B. oreophilus) med brun ovansida och vitaktig undersida. Den skiljer sig dock genom ostreckad haka och strupe, ett vitt band tvärs över bröstet (bergvråken har helstreckat bröst). Vidare har den mycket svagare ändband på stjärten, vita istället för mörkfläckade övre stjärttäckare och rostfärgade inslag på rygg, stjärt, kring tarserna och vingtäckarna. Den är också något mindre i storlek. Lätet beskrivs i engelsk litteratur som ett högljutt, sorgsamt jamande "kyaaah", likt ormvråken.

## Utbredning och systematik
Skogsvråk återfinns enbart i södra och östra Sydafrika, där den häckar endast i Västra och Östra Kapprovinsen. Efter häckning flyttar den norrut och österut. Den har tidigare behandlats som underart till bergvråken (B. oreophilus) men även ormvråken (B. buteo). Numera urskiljs den vanligen som egen art.

## Levnadssätt
Skogsvråken hittas i ursprungliga tempererade skogar och skogskanter från havsnivån upp till 1500 meters höjd. Fågeln lägger ägg från slutet av september till början av november, äggkläckning sker slutet av oktober till början av december och ungarna är flygga mitten av december till slutet av januari.

## Status
Det är oklart om arten ökar eller minskar i antal. Med tanke på den lilla världspopulationen, uppskattad till mellan 1.000 och 10.000 individer, kategoriserar internationella naturvårdsunionen IUCN arten som nära hotad.